# Mare Spumans

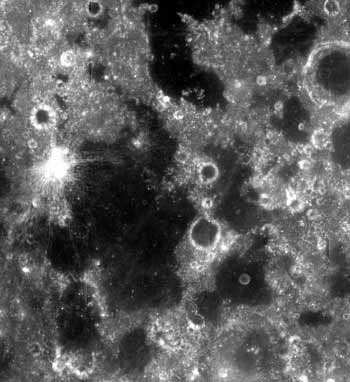
Mare Spumans.

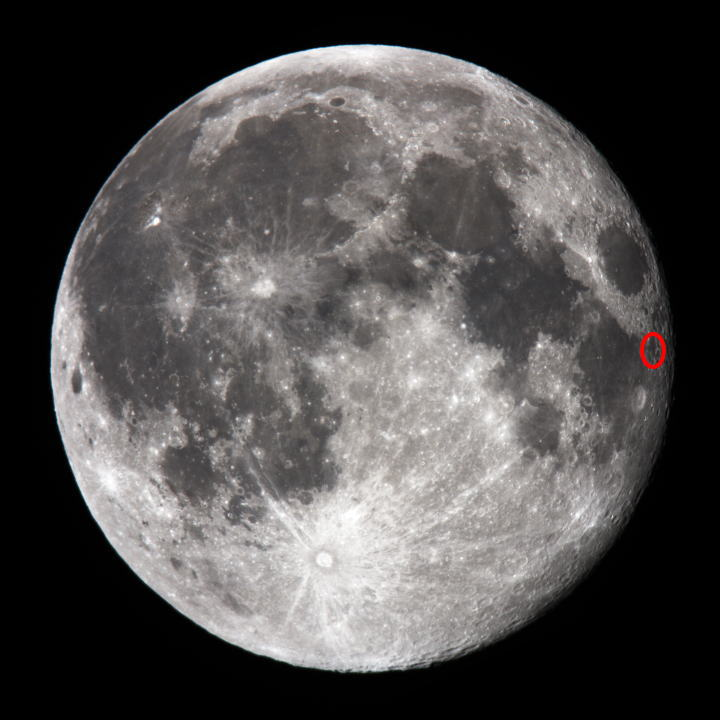
Poloha Mare Spumans.

Mare Spumans (česky Moře zpěněné nebo Zpěněné moře nebo Moře pěnivé) je malé měsíční moře s průměrem cca 143 km a plochou přibližně 16 000 km² rozkládající se na přivrácené straně Měsíce, jižně od Mare Undarum (Moře vln). Jeho střední selenografické souřadnice jsou 1,3° S, 65,3° V. Na jihovýchodě od něj se nachází nevýrazný kráter Maclaurin. Tuto oblast (společně s dalšími blízkými měsíčními moři Mare Undarum, Mare Smythii a Mare Marginis) poprvé vyfotografovala v nezkreslené podobě sovětská sonda Luna 3.